# North Dum Dum
North Dum Dum (alternativt North Dumdum) är en stad i distriktet North 24 Parganas i den indiska delstaten Västbengalen. Staden, North Dum Dum Municipality, ingår i Calcuttas storstadsområde och hade 249 142 invånare vid folkräkningen 2011.